# Équipe de Suisse féminine de handball
Maillots
Dernière mise à jour : 14 juillet 2022.
L'équipe de Suisse féminine de handball réunit les meilleures handballeuses suisses sous l'égide de la fédération suisse de handball.
À l'occasion du Championnat d'Europe 2022, la Suisse participe à sa première compétition internationale.

## Parcours
Jeux olympiques
- 1992 à 2020 : non qualifiée

Championnats du monde
- 1957 à 2023 : non qualifiée

Championnats d'Europe
- 1994 à 2020 : non qualifiée
- 2022 : 14e
- 2024 : qualifiée

## Personnalités liées à la sélection

### Sélectionneurs
- ? : avant 2018
- Martin Albertsen (de) : depuis 2018

### Statistiques
| Rang | Joueuse                     | Sél. | Buts |
| ---- | --------------------------- | ---- | ---- |
| 1    | Manuela Brütsch             | 153  | 0    |
| 2    | Karin Weigelt               | 127  | 396  |
| 3    | Josy Beer                   | 127  | 351  |
| 4    | Barbara Umbricht            | 115  | 442  |
| 5    | Nicole Dinkel               | 113  | 445  |
| 6    | Vroni Keller                | 100  | 474  |
| 7    | Nadine Osterwalder          | 90   | 369  |
| 8    | Caroline Emmenegger-Brunner | 86   | 224  |
| 9    | Gabriela Kottmann           | 80   | 368  |
| 10   | Noëlle Striffeler           | 77   | 125  |

| Rang | Joueuse                     | Buts | Sél. | Moy. |
| ---- | --------------------------- | ---- | ---- | ---- |
| 1    | Vroni Keller                | 474  | 100  | 4,7  |
| 2    | Nicole Dinkel               | 445  | 113  | 3,9  |
| 3    | Barbara Umbricht            | 442  | 115  | 3,8  |
| 4    | Karin Weigelt               | 396  | 127  | 3,1  |
| 5    | Nadine Osterwalder          | 369  | 90   | 4,1  |
| 6    | Gabriela Kottmann           | 368  | 80   | 4,6  |
| 7    | Josy Beer                   | 351  | 127  | 2,8  |
| 8    | Isabelle Krüsi              | 271  | 59   | 4,6  |
| 9    | Caroline Emmenegger-Brunner | 224  | 86   | 2,6  |
| 10   | Kerstin Kündig              | 190  | 71   | 2,7  |

### Autres joueuses
- Daphne Gautschi